# 補充裁判官
補充裁判官（ほじゅうさいばんかん）とは裁判所法第78条に規定された裁判官のこと。

## 概要
補充裁判官は長期裁判となることが予想される合議体の裁判において設置され、裁判官が転勤などで代わっても中断なく審理が進められるよう、交代のために公判等に立ち会う。補充裁判官は、合議で審理をする通常の裁判官と同じ法壇に並び、提出された証拠等を全て見ることができ、裁判官の評議にも在籍し、裁判長から意見を求められれば意見を述べられるが、決定には関与できない。
1947年5月3日に施行された裁判所法では補充裁判官が1人までだったが、1949年の法改正で同年6月1日から合議体の裁判官の員数を越えない範囲で補充裁判官を設置することが可能となった。
刑事訴訟における補充裁判官の例として以下がある。
- 松川事件の一審公判
- 血のメーデー事件の一審公判
- 吹田事件の一審公判
- リクルート事件の藤波孝生一審公判
- 富山・長野連続女性誘拐殺人事件の控訴審公判
- オウム真理教事件の麻原彰晃一審公判